# Claudia Puig
Claudia Puig (nacida el 10 de septiembre de 1956) es una periodista de entretenimiento y crítica de cine estadounidense. Formó parte del personal de USA Today como crítica de cine principal y antes de eso fue redactora de Los Angeles Times. Actualmente es crítica de la Semana de Cine de NPR y presidenta de la Asociación de Críticos de Cine de Los Ángeles (LAFCA).

## Primeros años de vida
Puig, hablante nativa de español, es estadounidense de primera generación, ya que sus padres nacieron en México. Creció en California y fue a una escuela católica, luego estudió en el extranjero tanto en la Universidad de Cambridge como en la Universidad Iberoamericana en la Ciudad de México. Tiene una licenciatura en Estudios de Comunicaciones de Universidad de California en Los Ángeles (UCLA) y una maestría en Comunicaciones de la Universidad del Sur de California.

## Carrera
Puig comenzó su carrera periodística en 1986 en Los Angeles Times, donde fue redactora durante 11 años cubriendo noticias locales. En 1997 se convirtió en reportera de entretenimiento en USA Today, luego ascendió a crítica de cine en 2001 y crítica de cine principal en 2005. Mientras estuvo allí, Puig también presentó la serie de videos de USA Today, The Screening Room.
En 2015, Puig anunció que dejaría USA Today diciendo que estaba «emocionada de embarcarse en nuevas aventuras», y agradeció a sus lectores por seguir su trabajo. En 2015, Puig comenzó a trabajar como directora de programas en varios festivales de cine, incluidos el Festival de Cine de Napa Valley, el Festival de Cine de Mendocino, el FilmFest919 en Chapel Hill y, más recientemente, el Festival de Cine del AFI como programadora senior.
Puig imparte una clase universitaria sobre diversidad en los medios, y se ha desempeñado como redactora de discursos y consultora de diversidad para la Academia de Artes y Ciencias Cinematográficas.
Puig es actualmente crítico de cine para la Semana del Cine de NPR y colaborador de Morning Edition y All Things Considered. También es colaboradora de The Wrap y de AARP: The Magazine, y con frecuencia aparece como moderadora invitada en paneles de la industria del entretenimiento y sesiones de preguntas y respuestas en todo el país.
Puig apareció en un artículo de Los Angeles Times como una de los 14 críticos que hacen que los medios sean más inclusivos y en Indiewire como una de los 20 latinoamericanos que marcan la diferencia en el cine independiente. 
En 2023, el Festival Internacional de Cine de Santa Bárbara anunció a Puig como su directora de programación.

## Premios y honores
Puig recibió en 2020 el premio a la Excelencia en Periodismo de Entretenimiento de la Asociación Nacional de Productores Independientes Latinos (NALIP) y en 2017 recibió el Premio Roger Ebert de la Asociación de Críticos de Cine Afroamericanos.

## Vida personal
Puig vive en Glendale, California con su marido, dos perros y un gato.